# Супермен (мультсериал)
Супермен (Superman: The Animated Series) — американский мультсериал 1996 года, основанный на персонаже комиксов «Супермен» Джерри Сигела и Джо Шустера. Это второй мультсериал после Бэтмен (1992) компании Warner Bros. Animation посвящённой анимационной вселенной DC. Сериал был приурочен к 10-летию перезапуска комикса о Супермене. Тем самым, в его основе была заложена дань классическому Супермену прошлого и новому Супермену настоящего. Например, образ планеты Криптон отражает идеализированный взгляд серебряного века комиксов. Сам же Супермен показан более сдержанным и реалистичным, что не мешает ему изо всех сил стараться совершать впечатляющие подвиги. Кларк Кент остаётся тихим, но уверенным в себе молодым человеком, бережно хранящим свой секрет. Показ продолжался до 12 февраля 2000 года. Персонажи и события пересекались с мультсериалом «Новые приключения Бэтмена».